# テレビ情報誌
テレビ情報誌（テレビじょうほうし）とはテレビ番組表や、テレビ番組及びその出演者に関する記事など、さまざまな情報により構成されている情報誌である。

## 日本
日本では地域によってテレビ局が異なり、放送されている番組も異なるため、同誌名で地域版が発行されている。各誌が発行している地域版の種類に関しては、それぞれの項目を参照。
従来のテレビ情報誌は地上波及びBSの番組を主に誌面が編集され、CS放送の番組についてはCS専門誌のほか、地上波・BS・CSの番組表や番組紹介を掲載する月刊誌も発行されている。
以下は、テレビ情報誌の一覧（2023年3月現在）。

### 週刊誌
- 週刊TVガイド（東京ニュース通信社・1962年8月創刊）

### 隔週刊誌
- TV LIFE（ワンパブリッシング・1983年3月創刊、1993年7月から隔週刊）
- TVステーション（東京ニュース通信社・1987年9月創刊）

### 月刊誌
- 月刊TVガイド（東京ニュース通信社・2004年11月創刊）- TV Japan→月刊TVガイド。
- 月刊ザテレビジョン（角川マガジンズ発行・KADOKAWA発売・1995年3月創刊）
- TV fan（共同通信社→メディアボーイ・2007年4月創刊）
- TVnavi（産業経済新聞社発行・扶桑社→日本工業新聞社→日本工業新聞新社→産経新聞出版発売[1]・2003年3月創刊）

#### CS専門誌
- 月刊スカパー!（ぴあ・1998年6月創刊）
- スカパー!TVガイド プレミアム（東京ニュース通信社・1998年6月創刊）
- スカパー!TVガイド BS+CS（東京ニュース通信社・2002年6月創刊）
- 月刊スカパー! プレミアム光（角川マガジンズ・2006年4月創刊）加入者のみ取扱い。

#### 地上波・BS・CS掲載誌
- デジタルTVガイド（東京ニュース通信社・2001年5月創刊）
- おとなのデジタルTVナビ（産業経済新聞社発行・日刊工業新聞新社→産経新聞出版発売・2009年11月創刊）
- 月刊大人ザテレビジョン（角川マガジンズ発行・KADOKAWA発売・2012年7月創刊）- TV cosmos→BS＆CSザテレビジョン→月刊ザハイビジョン。2013年7月発売号よりスカパー!加入者定期購読と角川オンラインショップのみ取扱い。

#### 番組表掲載のない雑誌
- B.L.T.（東京ニュース通信社・1997年9月創刊）

### 休・廃刊誌
- 週刊テレビ時代（1960年・旺文社）
日本における最初のテレビ専門週刊誌だったが、創刊から5ヶ月で月刊誌「時の窓」と合併し「時」と改題したため廃刊となった。
- 週刊テレビ番組（1974 - 1997年・東京ポスト）
- テレパル→Telepal f（1982 - 2007年・小学館）
- 週刊ザテレビジョン（1982年 - 2023年・KADOKAWA）
- スペースチャンネル（1987 - 1992年・電波タイムス社）
- TVぴあ（1987 - 2016年・ぴあ→ウィルメディア）
- テレビブロス（1987 - 2020年・東京ニュース通信社）
- TV Zaurus（1989年・実業之日本社／1997 - 1998年・光文社）※誌名は同じだが、全く別の雑誌
- NHKウイークリーステラ（1990年 - 2022年・NHKサービスセンター）
- BS fan（1991 - 2007年・共同通信社）
- TV Taro（1991 - 2014年・東京ニュース通信社）
- TV Kids（1996 - 2001年・集英社）女の子向けTV雑誌とうたっていた。
- 週刊TV Gamer（1997 - 1998年・アクセラ）
- 月刊ミセスザテレビジョン しってる?（1999 - 2002年・角川書店）
- TV Guts（2000年・集英社）
- TVチョップ（2000年・エンターブレイン）
- エムテレパル（2000 - 2002年・小学館）
- テレビサライ（2002 - 2004年・小学館）
- 月刊テレスポ（2005 - 2006年・学習研究社）
- TVガイド Muse（2007 - 2008年・東京ニュース通信社）

## 米国
- TVガイド（CBSインタラクティブ）